# Paul Schockemöhle
Paul Schockemöhle (Vechta, 22 de marzo de 1945) es un jinete alemán que compitió en la modalidad de salto ecuestre. Su hermano Alwin compitió en el mismo deporte.
Participó en dos Juegos Olímpicos de Verano, obteniendo dos medallas en la prueba por equipos, plata en Montreal 1976 (junto con Alwin Schockemöhle, Hans-Günter Winkler y Sönke Sönksen) y bronce en Los Ángeles 1984 (con Peter Luther, Franke Sloothaak y Fritz Ligges).
Ganó una medalla de plata en el Campeonato Mundial de Saltos Ecuestres de 1982 y nueve medallas en el Campeonato Europeo de Saltos Ecuestres entre los años 1977 y 1985.

## Palmarés internacional
| Juegos Olímpicos   | Juegos Olímpicos             | Juegos Olímpicos  | Juegos Olímpicos |
| Año                | Lugar                        | Medalla           | Categoría        |
| ------------------ | ---------------------------- | ----------------- | ---------------- |
| 1976               | Montreal (Canadá)            | Medalla de plata  | Por equipos      |
| 1984               | Los Ángeles (Estados Unidos) | Medalla de bronce | Por equipos      |
| Campeonato Mundial |                              |                   |                  |
| Año                | Lugar                        | Medalla           | Categoría        |
| 1982               | Dublín (Irlanda)             | Medalla de plata  | Por equipos      |
| Campeonato Europeo |                              |                   |                  |
| Año                | Lugar                        | Medalla           | Categoría        |
| 1977               | Viena (Austria)              | Medalla de bronce | Por equipos      |
| 1979               | Róterdam (Países Bajos)      | Medalla de plata  | Individual       |
| 1979               | Róterdam (Países Bajos)      | Medalla de plata  | Por equipos      |
| 1981               | Múnich (RFA)                 | Medalla de oro    | Individual       |
| 1981               | Múnich (RFA)                 | Medalla de oro    | Por equipos      |
| 1983               | Hickstead (Reino Unido)      | Medalla de oro    | Individual       |
| 1983               | Hickstead (Reino Unido)      | Medalla de bronce | Por equipos      |
| 1985               | Dinard (Francia)             | Medalla de oro    | Individual       |
| 1985               | Dinard (Francia)             | Medalla de bronce | Por equipos      |